# 拉傑沙希的荷蘭人
孟加拉國的拉傑沙希市，在18世紀時有一個荷蘭東印度公司成立的貿易點和定居點，荷蘭人也是最早到達該地的歐洲人。
貿易站設在博多河岸的巴拉庫提，在1781年成立，並設廠生產絲綢和靛藍。這個定居點發展成荷屬孟加拉，後被英國東印度公司接收。
拉傑沙希大學是當地最古老的荷蘭式建築物。